# اطرائی
اطرائی (به لاتین: Atrai) یک منطقهٔ مسکونی در بنگلادش است که در ناحیه نوگان واقع شده‌است. اطرائی ۲۸۴٫۴۱ کیلومتر مربع مساحت و ۱۹۳٬۲۵۶ نفر جمعیت دارد.